# Seznam knih o Star Treku
Seznam knih o Star Treku shrnuje vydané sci-fi romány a sbírky novel a povídek na motivy fiktivního universa Star Treku, který je z většiny dějově zasazen do 22.–24. století. Vytvořil jej americký televizní producent a scenárista Gene Roddenberry v roce 1964, ve druhé polovině 60. let 20. století byl natočen první televizní seriál, na který v průběhu následujících desetiletí navázaly další seriály a celovečerní filmy. První startrekovská kniha byla vydána již v roce 1967, jednalo se o sbírku povídkových přepisů několika televizních epizod, první původní román ze světa Star Treku vyšel o rok později. Dnes obsahuje krásná literatura na motivy tohoto universa stovky románů, novel a povídek z několika samostatných sérií.
Dvěma největšími americkými vydavatelstvími, která se knižním Star Trekem zabývala, jsou Bantam Books (1967–1981) a Pocket Books (od 1979 dodnes). V Česku je Star Trek vydáván od roku 1991 v různých nakladatelstvích (nejnověji Netopejr a Laser-books). Počet autorů je značný, jedněmi z autorsky nejplodnějších jsou např. Peter David a Michael Jan Friedman.

## Star Trek(od 1967)
Nejrozsáhlejší (obsahující více než 200 knih) knižní sérií ve Star Treku je řada na motivy původního seriálu Star Trek, alias TOSky, který byl vysílán mezi lety 1966 a 1969. Samotná knižní série vychází od roku 1967 postupně v několika amerických nakladatelstvích, z nichž nejvýznamnější jsou Bantam Books (1967–1981) a Pocket Books (od 1979 dodnes). V příbězích, jež se odehrávají především od 60. do 90. let 23. století, vystupují členové posádky hvězdné lodi Enterprise (později Enterprise-A), které velí kapitán James T. Kirk. Soubory povídek a přes 20 románů vyšlo po roce 1989 též v Česku.

## Star Trek: Nová generace(od 1987)
Knižní sérii podle televizního seriálu Star Trek: Nová generace (posádka Enterprise-D a Enterprise-E pod velením kapitána Jean-Luca Picarda) vydává americké nakladatelství Pocket Books od roku 1987, celkem vyšlo přes 140 románů. Přes 20 z nich vydala také česká nakladatelství X-Egem a Laser-books.

## Star Trek: Deep Space Nine(od 1993)
Podle seriálu Star Trek: Stanice Deep Space Nine vznikla knižní série, která popisuje osudy posádky stanice Deep Space Nine pod velením komandéra a později kapitána Benjamina Siska. Vydává ji nakladatelství Pocket Books a od roku 1993 vyšlo již přes 80 románů. Pět z nich vydalo i české nakladatelství Laser-books.

## Star Trek: Voyager(od 1995)
Také na námět čtvrtého hraného seriálu Star Trek: Vesmírná loď Voyager začalo nakladatelství Pocket Books vydávat knižní sérii. Hlavními hrdiny je zde posádka hvězdné lodi USS Voyager, které velí kapitán Kathryn Janewayová. Série začala být vydávána v roce 1995 a do současnosti vyšlo přes 40 románů z toho prostředí. Pět z nich vydalo i české nakladatelství Laser-books.

## Star Trek: New Frontier(od 1997)
New Frontier vydávaná od roku 1997 je první samostatnou sérií ve Star Treku, která vznikla právě pro literární příběhy a nemá předlohu v televizní tvorbě. Vytvořili ji John J. Ordover a Peter David, který je také prakticky výhradním autorem příběhů (vyjma sbírky povídek No Limits). Série se zaměřuje na posádku lodi USS Excalibur, které velí kapitán Mackenzie Calhoun, dějově je zasazena do období po roce 2373. Česky nevyšel žádný román.
| Číslo | Anglický název                     | Autor       | Vydáno v USA  | Časový rámec děje    |
| ----- | ---------------------------------- | ----------- | ------------- | -------------------- |
| 1     | House of Cards                     | Peter David | červenec 1997 | 2353, 2363, 2373     |
| 2     | Into the Void                      | Peter David | červenec 1997 | 2373                 |
| 3     | The Two-Front War                  | Peter David | srpen 1997    | 2373                 |
| 4     | End Game                           | Peter David | srpen 1997    | 2373                 |
| 5     | Martyr                             | Peter David | březen 1998   | 2374                 |
| 6     | Fire on High                       | Peter David | duben 1998    | 2374                 |
|       | Captain's Table #5: Once Burned    | Peter David | říjen 1998    | 2369, 2374           |
|       | Double Helix #5: Double or Nothing | Peter David | srpen 1999    | 2375                 |
| 7     | The Quiet Place                    | Peter David | listopad 1999 | 2376                 |
| 8     | Dark Allies                        | Peter David | listopad 1999 | 2376                 |
| 9     | Excalibur #1: Requiem              | Peter David | září 2000     | 2376                 |
| 10    | Excalibur #2: Renaissance          | Peter David | září 2000     | 2376                 |
| 11    | Excalibur #3: Restoration          | Peter David | říjen 2000    | 2376                 |
|       | Gateways #6: Cold Wars             | Peter David | říjen 2001    | 2376                 |
| 12    | Being Human                        | Peter David | listopad 2001 | 2376                 |
| 13    | Gods Above                         | Peter David | říjen 2003    | 2376                 |
| 14    | Stone and Anvil                    | Peter David | říjen 2003    | 2376                 |
|       | No Limits                          | různí       | říjen 2003    | 70. léta 24. století |
| 15    | After the Fall                     | Peter David | listopad 2004 | 2379                 |
| 16    | Missing in Action                  | Peter David | únor 2006     | 2379                 |
| 17    | Treason                            | Peter David | duben 2009    | 2380                 |
| 18    | Blind Man's Bluff                  | Peter David | duben 2011    | 2380                 |

## Star Trek: Challenger(2000–2001)
Série Challenger byla původně nazvána New Earth a jako šestidílná minisérie byla pod čísly 89–94 součástí série původního Star Treku. V roce 2001 byla přejmenována podle posledního románu na Challenger a v rámci minisérie Gateways byla doplněna o román Chainmail.
| Anglický název           | Autor                                     | Vydáno v USA  | Časový rámec děje |
| ------------------------ | ----------------------------------------- | ------------- | ----------------- |
| Wagon Train to the Stars | Diane Carey                               | červen 2000   | 2272              |
| Belle Terre              | Dean Wesley Smith, Diane Carey            | červen 2000   | 2273              |
| Rough Trails             | L. A. Graf                                | červenec 2000 | 2273              |
| The Flaming Arrow        | Kathy Oltion, Jerry Oltion                | červenec 2000 | 2273              |
| Thin Air                 | Kristine Kathryn Rusch, Dean Wesley Smith | srpen 2000    | 2273              |
| Challenger               | Diane Carey                               | srpen 2000    | 2274              |
| Gateways #2: Chainmail   | Diane Carey                               | srpen 2001    | 2275              |

## Star Trek: Corps of Engineers(2000–2007)
V letech 2000–2007 vycházela série ebookových novel Star Trek: SCE, v roce 2006 přejmenovaná na Star Trek: Corps of Engineers. Z celkového počtu 74 novel jich 66 následně vyšlo i knižně ve 13 antologiích. Série vypráví příběhy speciální inženýrské jednotky umístěné na lodi USS da Vinci, které velí kapitán David Gold. Odehrává se především v 70. letech 24. století.

## Star Trek: Enterprise(od 2001)
Knižní série od Pocket Books vychází i na motivy posledního startrekovského seriálu Star Trek: Enterprise. Oproti ostatním seriálovým sériím nemá číslovanou řadu, svým rozsahem se tedy řadí mezi menší série. Od roku 2001 vyšlo více než 10 románů. V češtině vyšly od roku 2013 tři romány v nakladatelstvích Laser-books a Baronet.

## Star Trek: Stargazer(2002–2004)
Šestidílná série Stargazer pojednává o prvním velení pozdějšího kapitána Jean-Luca Picarda na lodi USS Stargazer ve 30. letech 24. století. Některé informace byly již známy dříve z televizního seriálu Nová generace.
| Číslo | Anglický název | Autor                | Vydáno v USA | Časový rámec děje |
| ----- | -------------- | -------------------- | ------------ | ----------------- |
| 1     | Gauntlet       | Michael Jan Friedman | květen 2002  | 2333              |
| 2     | Progenitor     | Michael Jan Friedman | květen 2002  | 2333              |
| 3     | Three          | Michael Jan Friedman | srpen 2003   | 2333              |
| 4     | Oblivion       | Michael Jan Friedman | září 2003    | 2333              |
| 5     | Enigma         | Michael Jan Friedman | srpen 2004   | 2333              |
| 6     | Maker          | Michael Jan Friedman | září 2004    | 2333              |

## Star Trek: The Lost Era(od 2003)
O období mezi poslední filmem s původní posádkou kapitána Kirka (Star Trek: Generace; 2293) a začátkem televizního seriálu Nová generace s kapitánem Picardem (2364), o kterém existují z informací v seriálech i filmech pouze kusé informace, vypráví série The Lost Era. Každý román této série je zaměřen do jiného období, na určitou důležitou událost, v níž se vyskytli jak zestárlí Kirkovi hrdinové, tak mladé postavy z ostatních seriálů.
| Číslo | Český název              | Anglický název                    | Autor                           | Vydáno v USA  | Vydáno v ČR   | Překladatel | Nakladatelství v ČR | Časový rámec děje |
| ----- | ------------------------ | --------------------------------- | ------------------------------- | ------------- | ------------- | ----------- | ------------------- | ----------------- |
| 1     |                          | The Sundered                      | Michael A. Martin, Andy Mangels | srpen 2003    |               |             |                     | 2298              |
| 2     | 2311: Hadi v rozvalinách | Serpents Among the Ruins          | David R. George III             | září 2003     | listopad 2018 | Jiří Jaňák  | Brokilon            | 2311              |
| 3     |                          | The Art of the Impossible         | Keith R. A. DeCandido           | říjen 2003    |               |             |                     | 2328–2346         |
| 4     |                          | Well of Souls                     | Ilsa J. Bick                    | říjen 2003    |               |             |                     | 2336              |
| 5     |                          | Deny Thy Father                   | Jeff Mariotte                   | prosinec 2003 |               |             |                     | 2355–2357         |
| 6     |                          | Catalyst of Sorrows               | Margaret Wander Bonanno         | prosinec 2004 |               |             |                     | 2360              |
|       |                          | The Buried Age                    | Christopher L. Bennett          | červenec 2007 |               |             |                     | 2355–2364         |
|       |                          | Terok Nor #1: Day of the Vipers   | James Swallow                   | březen 2008   |               |             |                     | 2318–2328         |
|       |                          | Terok Nor #2: Night of the Wolves | S. D. Perry, Britta Dennison    | duben 2008    |               |             |                     | 2345–2357         |
|       |                          | Terok Nor #3: Dawn of the Eagles  | S. D. Perry, Britta Dennison    | květen 2008   |               |             |                     | 2360–2369         |
| 7     |                          | One Constant Star                 | David R. George III             | květen 2014   |               |             |                     | 2303, 2319        |

## Star Trek: Klingon Empire(2003–2008)
Série Klingon Empire popisuje osudy klingonské lodi IKS Gorkon pod velením kapitána Klaga (viz epizoda „Věc cti“ Nové generace). Série původně nesla název Star Trek: IKS Gorkon, v roce 2008 (od čtvrté knihy včetně) byla přejmenována.
| Číslo | Anglický název    | Autor                 | Vydáno v USA  | Časový rámec děje |
| ----- | ----------------- | --------------------- | ------------- | ----------------- |
| 1     | A Good Day to Die | Keith R. A. DeCandido | listopad 2003 | 2376              |
| 2     | Honor Bound       | Keith R. A. DeCandido | prosinec 2003 | 2376              |
| 3     | Enemy Territory   | Keith R. A. DeCandido | březen 2005   | ?                 |
| 4     | A Burning House   | Keith R. A. DeCandido | leden 2008    | 2376              |

## Star Trek: Titan(od 2005)
Série Titan je spin-offem seriálu Nová generace a navazujících filmů. V posledním z nich, Nemesis (2379), je komandér William Riker povýšen na kapitána a se svou novomanželkou Deannou Troi se chystá převzít svoji první vlastní loď, USS Titan, jejíž osudy jsou popisovány právě v této sérii. Společně s Rikerem a Troi se zde objeví ze známých postav Tuvok jako bezpečnostní důstojník, sestra Alyssa Ogawa (vedlejší postava v Nové generaci) či Melora Pazlar (viz epizoda „Melora“ Stanice Deep Space Nine), které jsou doplněny řadou nových charakterů.
| Číslo | Český název      | Anglický název     | Autor                           | Vydáno v USA  | Vydáno v ČR   | Překladatel | Nakladatelství v ČR | Časový rámec děje |
| ----- | ---------------- | ------------------ | ------------------------------- | ------------- | ------------- | ----------- | ------------------- | ----------------- |
| 1     | Mezi dvěma světy | Taking Wing        | Michael A. Martin, Andy Mangels | duben 2005    | 2007          | Jakub Marek | Laser-books         | 2379–2380         |
| 2     | Černý král       | The Red King       | Michael A. Martin, Andy Mangels | říjen 2005    | 2012          | Jakub Marek | Laser-books         | 2380              |
| 3     | Orionovi psi     | Orion's Hounds     | Christopher L. Bennett          | prosinec 2005 | 2016          | Jakub Marek | Laser-books         | 2380              |
| 4     | Meč Damoklův     | Sword of Damocles  | Geoffrey Thorne                 | listopad 2007 | listopad 2017 | Jakub Marek | Brokilon            | 2381              |
| 5     | Přes dravé moře  | Over a Torrent Sea | Christopher L. Bennett          | únor 2009     | květen 2019   | Jakub Marek | Laser-books         | 2381              |
| 6     | Syntéza          | Synthesis          | James Swallow                   | říjen 2009    | 2019          | Jakub Marek | Laser-books         | 2381              |
| 7     |                  | Fallen Gods        | Michael A. Martin               | červenec 2012 |               |             |                     | 2382              |
|       |                  | Absent Enemies     | John Jackson Miller             | únor 2014     |               |             |                     | 2385              |

## Star Trek: Vanguard(2005–2012)
V letech 2005–2012 vycházela série Vanguard, která se odehrává v 60. letech 23. století (období kapitána Kirka) na Hvězdné základně 47 známé jako Vanguard, jež byla postavena v oblasti mimo prostor Federace, mezi Klingonskou říší a Tholijským sněmem. Velí jí komodor Diego Reyes.
| Číslo | Anglický název      | Autor                      | Vydáno v USA  | Časový rámec děje                           |
| ----- | ------------------- | -------------------------- | ------------- | ------------------------------------------- |
| 1     | Harbinger           | David Mack                 | srpen 2005    | 2265 (po ep. „Kam se dosud člověk nevydal“) |
| 2     | Summon the Thunder  | Dayton Ward, Kevin Dilmore | červen 2006   | ?                                           |
| 3     | Reap the Whirlwind  | David Mack                 | červen 2007   | 2265                                        |
| 4     | Open Secrets        | Dayton Ward                | duben 2009    | 2267                                        |
| 5     | Precipice           | David Mack                 | listopad 2009 | 2267                                        |
| 6     | Declassified        | různí                      | červen 2011   | 60. léta 23. století                        |
| 7     | What Judgments Come | Dayton Ward, Kevin Dilmore | září 2011     | 2267                                        |
| 8     | Storming Heaven     | David Mack                 | březen 2012   | 2268, 2270                                  |
|       | In Tempest's Wake   | Dayton Ward                | říjen 2012    | 2269, 2270                                  |

## Star Trek: Mirror Universe(od 2007)
Tzv. zrcadlovým vesmírem, kterému bylo věnováno též několik televizních epizod, se od roku 2007 zabývá knižní série Mirror Universe, jejímž předchůdcem je dvoudílný román Dark Passions (2001). První dvě knihy série vyšly jako antologie vždy tří novel, další kniha je sbírkou 12 povídek. Následně vydaný román The Sorrows of Empire je rozšířenou verzí stejnojmenné novely z první antologie.
Tématu zrcadlového vesmíru se věnuje rovněž několik románů z ostatních startrekovských knižních sérií: Dark Mirror (Nová generace), Three (Stargazer), Shatnerova trilogie The Mirror Universe a čtyři romány z Deep Space Nine.
| Anglický název        | Novely                                                            | Autor                                                        | Vydáno v USA  | Prostředí                                | Časový rámec děje   |
| --------------------- | ----------------------------------------------------------------- | ------------------------------------------------------------ | ------------- | ---------------------------------------- | ------------------- |
| Glass Empires         | Age of the Empress The Sorrows of Empire The Worst of Both Worlds | Mike Sussman, Dayton Ward, Kevin Dilmore David Mack Greg Cox | únor 2007     | Enterprise Star Trek (TOS) Nová generace | 2155 2267–2295 2371 |
| Obsidian Alliances    | The Mirror-Scaled Serpent Cutting Ties Saturn's Children          | Keith R. A. DeCandido Peter David Sarah Shaw                 | březen 2007   | Voyager New Frontier Deep Space Nine     | 2371–2375           |
| Shards and Shadows    | 12 povídek                                                        | různí                                                        | leden 2009    | různé                                    | různé               |
| The Sorrows of Empire | román                                                             | David Mack                                                   | prosinec 2009 | Star Trek (TOS)                          | 2267–2295           |
| Rise Like Lions       | román                                                             | David Mack                                                   | listopad 2011 | Deep Space Nine                          | 2377–2381           |

## Star Trek: Myriad Universes(2008–2010)
Série Myriad Universes se věnuje příběhům v různých alternativních realitách (vyjma zrcadlového vesmíru a „Abramsovské“ reality), které se oddělily v nejrůznějších časových okamžicích od oficiální startrekovské linie. Dosud vyšly tři antologie vždy tří novel zabývajících se osudy postav Star Treku v alternativních realitách.
| Anglický název         | Novely                                                                  | Autor                                                              | Vydáno v USA  | Prostředí                                     | Časový rámec děje              |
| ---------------------- | ----------------------------------------------------------------------- | ------------------------------------------------------------------ | ------------- | --------------------------------------------- | ------------------------------ |
| Infinity's Prism       | A Less Perfect Union Places of Exile Seeds of Dissent                   | William Leisner Christopher L. Bennett James Swallow               | červenec 2008 | Star Trek (TOS) Voyager Deep Space Nine       | 2264 70. léta 24. století 2376 |
| Echoes and Refractions | The Chimes at Midnight A Gutted World Brave New World                   | Geoff Trowbridge Keith R. A. DeCandido Chris Roberson              | srpen 2008    | Star Trek (TOS) Deep Space Nine Nová generace | 80. léta 23. století 2373 ?    |
| Shattered Light        | The Embrace of Cold Architects The Tears of Eridanus Honor in the Night | David R. George III Steve Mollmann, Michael Schuster Scott Pearson | prosinec 2010 | Nová generace Star Trek (TOS) ?               | 60. léta 24. století ?         |

## Star Trek Online(2010)
Jeden vydaný The Needs of the Many navazuje na počítačovou MMORPG Star Trek Online, která se odehrává na začátku 25. století.
| Anglický název        | Autor             | Vydáno v USA | Časový rámec děje |
| --------------------- | ----------------- | ------------ | ----------------- |
| The Needs of the Many | Michael A. Martin | březen 2010  | různé             |

## Starfleet Academy(2010–2012)
Série Starfleet Academy vydávaná v letech 2010–2012 nakladatelstvím Simon Spotlight navazuje na jedenáctý film, tzv. Abramsův „restart“. Popisuje dobrodružství mladého Jamese Kirka a jeho přátel v alternativní časové linii během jejich výcviku na Akademii Hvězdné flotily.
| Číslo | Anglický název         | Autor        | Vydáno v USA  | Časový rámec děje |
| ----- | ---------------------- | ------------ | ------------- | ----------------- |
| 1     | The Delta Anomaly      | Rick Barba   | listopad 2010 | 2255              |
| 2     | The Edge               | Rudy Josephs | prosinec 2010 | 2255              |
| 3     | The Gemini Agent       | Rick Barba   | červen 2011   | 2255              |
| 4     | The Assassination Game | Alan Gratz   | červen 2012   | 2255–2258         |

## Star Trek: Department of Temporal Investigations(od 2011)
Série Department of Temporal Investigations popisuje aktivity federačního Úřadu časového vyšetřování.
| Anglický název     | Autor                  | Vydáno v USA  | Časový rámec děje |
| ------------------ | ---------------------- | ------------- | ----------------- |
| Watching the Clock | Christopher L. Bennett | duben 2011    | 2364–2382         |
| Forgotten History  | Christopher L. Bennett | duben 2012    | 2266–2375, 2383   |
| The Collectors     | Christopher L. Bennett | prosinec 2014 | 2384, 3051        |

## Star Trek: Seekers(od 2014)
Série Second Nature navazuje na sérii Star Trek: Vanguard.
| Číslo | Anglický název      | Autor                      | Vydáno v USA  | Časový rámec děje |
| 1     | Second Nature       | David Mack                 | červenec 2014 | 2269              |
| 2     | Point of Divergence | Dayton Ward, Kevin Dilmore | srpen 2014    | 2269              |

## Crossoverové minisérie
Od 90. let 20. století vycházejí též minisérie kombinující prvky, postavy či prostředí z různých startrekovských knižních sérií, které spojuje jeden příběh či námět.

### Invasion!
| Série   | Anglický název       | Autor                                     | Vydáno v USA  | Časový rámec děje |
| ------- | -------------------- | ----------------------------------------- | ------------- | ----------------- |
| TOS #79 | First Strike         | Diane Carey                               | červenec 1996 | 2267              |
| TNG #41 | The Soldiers of Fear | Dean Wesley Smith, Kristine Kathryn Rusch | červen 1996   | 2369              |
| DS9 #16 | Time's Enemy         | L. A. Graf                                | srpen 1996    | 2371              |
| VOY #9  | The Final Fury       | Dafydd ab Hugh                            | srpen 1996    | 2371              |

### Day of Honor
| Série | Anglický název   | Autor                                     | Vydáno v USA  | Časový rámec děje |
| ----- | ---------------- | ----------------------------------------- | ------------- | ----------------- |
| TNG   | Ancient Blood    | Diane Carey                               | září 1997     | 2371              |
| DS9   | Armageddon Sky   | L. A. Graf                                | září 1997     | 2372              |
| VOY   | Her Klingon Soul | Michael Jan Friedman                      | říjen 1997    | 2372              |
| TOS   | Treaty's Law     | Dean Wesley Smith, Kristine Kathryn Rusch | září 1997     | 2268              |
|       |                  |                                           |               |                   |
| VOY   | Day of Honor     | Michael Jan Friedman                      | listopad 1997 | 2374              |
| DS9   | Honor Bound      | Diana G. Gallagher                        | říjen 1997    | 2373              |

### The Captain's Table
| Série | Český název                 | Anglický název                 | Autor                                     | Vydáno v USA  | Vydáno v ČR   | Překladatel     | Nakladatelství v ČR | Časový rámec děje |
| ----- | --------------------------- | ------------------------------ | ----------------------------------------- | ------------- | ------------- | --------------- | ------------------- | ----------------- |
| TOS   |                             | War Dragons                    | L. A. Graf                                | červen 1998   |               |                 |                     | 2290              |
| TNG   |                             | Dujonian's Hoard               | Michael Jan Friedman                      | červen 1998   |               |                 |                     | 2371              |
| DS9   |                             | The Mist                       | Dean Wesley Smith, Kristine Kathryn Rusch | červenec 1998 |               |                 |                     | 2373              |
| VOY   |                             | Fire Ship                      | Diane Carey                               | červenec 1998 |               |                 |                     | 2374              |
| NF    |                             | Once Burned                    | Peter David                               | říjen 1998    |               |                 |                     | 2369, 2374        |
| TOS   |                             | Where Sea Meets Sky            | Jerry Oltion                              | říjen 1998    |               |                 |                     | 2256, 2266        |
|       |                             |                                |                                           |               |               |                 |                     |                   |
|       | Příběhy od Kapitánova stolu | Tales from the Captain's Table | různí (sbírka povídek)                    | červen 2005   | prosinec 2018 | kolektiv autorů | Brokilon            | různé             |

### The Dominion War
| Série | Anglický název      | Autor         | Vydáno v USA  | Časový rámec děje |
| ----- | ------------------- | ------------- | ------------- | ----------------- |
| TNG   | Behind Enemy Lines  | John Vornholt | listopad 1998 | 2373              |
| DS9   | Call to Arms        | Diane Carey   | říjen 1998    | 2373–2374         |
| TNG   | Behind Enemy Lines  | John Vornholt | listopad 1998 | 2374              |
| DS9   | Sacrifice of Angels | Diane Carey   | prosinec 1998 | 2374              |

### The Badlands
| Série   | Anglický název  | Autor        | Vydáno v USA  | Časový rámec děje |
| ------- | --------------- | ------------ | ------------- | ----------------- |
| TOS/TNG | The Badlands #1 | Susan Wright | prosinec 1999 | 2268/2368         |
| VOY/DS9 | The Badlands #2 | Susan Wright | prosinec 1999 | 2371/2373         |

### Dark Passions
| Série   | Anglický název   | Autor        | Vydáno v USA | Časový rámec děje |
| ------- | ---------------- | ------------ | ------------ | ----------------- |
| DS9/VOY | Dark Passions #1 | Susan Wright | leden 2001   | ?                 |
| DS9/VOY | Dark Passions #2 | Susan Wright | leden 2001   | ?                 |

### Section 31
| Série | Anglický název | Autor                                     | Vydáno v USA  | Časový rámec děje |
| ----- | -------------- | ----------------------------------------- | ------------- | ----------------- |
| TOS   | Cloak          | S. D. Perry                               | červenec 2001 | 2268              |
| TNG   | Rogue          | Andy Mangels, Michael A. Martin           | květen 2001   | 2372–2373         |
| VOY   | Shadow         | Dean Wesley Smith, Kristine Kathryn Rusch | květen 2001   | 2375              |
| DS9   | Abyss          | David Weddle, Jeffrey Lang                | červenec 2001 | 2376              |
| DS9   | Disavowed      | David Mack                                | říjen 2014    | 2386              |

### Gateways
| Série | Anglický název                   | Autor                                                     | Vydáno v USA  | Časový rámec děje |
| ----- | -------------------------------- | --------------------------------------------------------- | ------------- | ----------------- |
| TOS   | One Small Step                   | Susan Wright                                              | srpen 2001    | 2268              |
| CLG   | Chainmail                        | Diane Carey                                               | srpen 2001    | 2275              |
| TNG   | Doors Into Chaos                 | Robert Greenberger                                        | září 2001     | 2376              |
| DS9   | Demons of Air and Darkness       | Keith R. A. DeCandido                                     | září 2001     | 2376              |
| VOY   | No Man's Land                    | Christie Golden                                           | říjen 2001    | ?                 |
| NF    | Cold Wars                        | Peter David                                               | říjen 2001    | 2376              |
|       | What Lay Beyond                  | všichni autoři Gateways rozuzlení všech příběhů minisérie | listopad 2001 | ?                 |
| SCE   | Epilogue: Here There Be Monsters | Keith R. A. DeCandido                                     | listopad 2001 | ?                 |

### The Brave and the Bold
| Série       | Anglický název            | Autor                 | Vydáno v USA  | Časový rámec děje |
| ----------- | ------------------------- | --------------------- | ------------- | ----------------- |
| ENT/TOS/DS9 | The Brave and the Bold #1 | Keith R. A. DeCandido | prosinec 2002 | 2151/2266/2370    |
| VOY/TNG     | The Brave and the Bold #2 | Keith R. A. DeCandido | leden 2003    | 2371/2376         |

### Destiny
Minisérie Destiny (v ČR jako Volání osudu) propojuje události, prostředí a postavy na začátku 80. let 24. století ze sérií Nová generace, Deep Space Nine, Voyager a Titan.
| Číslo | Český název      | Anglický název     | Autor                 | Vydáno v USA  | Vydáno v ČR   | Překladatel            | Nakladatelství v ČR | Časový rámec děje |
| ----- | ---------------- | ------------------ | --------------------- | ------------- | ------------- | ---------------------- | ------------------- | ----------------- |
| 1     | Bohové noci      | Gods of Night      | David Mack            | září 2008     | prosinec 2017 | Albert Balatka a spol. | Brokilon            | 2381              |
| 2     | Pouzí smrtelníci | Mere Mortals       | David Mack            | říjen 2008    | duben 2018    | Jiří Jaňák             | Brokilon            | 2381              |
| 3     | Ztracené duše    | Lost Souls         | David Mack            | listopad 2008 | květen 2018   | Jakub Marek            | Brokilon            | 2381              |
| —     | Jednotný osud    | A Singular Destiny | Keith R. A. DeCandido | leden 2009    | listopad 2018 | Jakub Marek            | Brokilon            | 2381              |

### Typhon Pact
Minisérie Typhon Pact pokračuje ve společných událostech sérií Nová generace, Deep Space Nine, Voyager a Titan během první poloviny 80. let 24. století.
| Číslo | Český název       | Anglický název         | Autor                  | Vydáno v USA  | Vydáno v ČR | Překladatel | Nakladatelství v ČR | Časový rámec děje |
| ----- | ----------------- | ---------------------- | ---------------------- | ------------- | ----------- | ----------- | ------------------- | ----------------- |
| 1     | Hra bez vítězů    | Zero Sum Game          | David Mack             | říjen 2010    | 2020        | Jakub Marek | Laser-books         | 2382              |
| 2     | Plamenům navzdory | Seize the Fire         | Michael A. Martin      | listopad 2010 | 2021        | Jakub Marek | Laser-books         | 2382              |
| 3     |                   | Rough Beasts of Empire | David R. George III    | prosinec 2010 |             |             |                     | 2381–2382         |
| 4     |                   | Paths of Disharmony    | Dayton Ward            | leden 2011    |             |             |                     | 2382              |
| 5     |                   | The Struggle Within    | Christopher L. Bennett | říjen 2011    |             |             |                     | 2382              |
| 6     |                   | Plagues of Night       | David R. George III    | květen 2012   |             |             |                     | 2382–2383         |
| 7     |                   | Raise the Dawn         | David R. George III    | červen 2012   |             |             |                     | 2383–2384         |
| 7     | Na pokraji války  | Brinkmanship           | Una McCormack          | září 2012     | 2023        | Jiří Jaňák  | Laser-books         | 2383              |

### The Fall
Crossoverová minisérie The Fall navazuje na události předchozí minisérie Typhon Pact v polovině 80. let 24. století.
| Číslo | Anglický název       | Autor               | Vydáno v USA  | Časový rámec děje |
| ----- | -------------------- | ------------------- | ------------- | ----------------- |
| 1     | Revelation and Dust  | David R. George III | srpen 2013    | 2385              |
| 2     | The Crimson Shadow   | Una McCormack       | září 2013     | 2385              |
| 3     | A Ceremony of Losses | David Mack          | říjen 2013    | 2385              |
| 4     | The Poisoned Chalice | James Swallow       | listopad 2013 | 2385              |
| 5     | Peaceable Kingdoms   | Dayton Ward         | prosinec 2013 | 2385              |

### Coda
Crossoverová minisérie Coda (v ČR jako Epilog osudu).
| Číslo | Český název    | Anglický název        | Autor         | Vydáno v USA  | Vydáno v ČR | Překladatel | Nakladatelství v ČR | Časový rámec děje |
| ----- | -------------- | --------------------- | ------------- | ------------- | ----------- | ----------- | ------------------- | ----------------- |
| 1     | Rozpolcený čas | Moments Asunder       | Dayton Ward   | září 2021     | 2023        | Jakub Marek | Laser-books         |                   |
| 2     | Popel zítřka   | The Ashes of Tomorrow | James Swallow | říjen 2021    | 2024        | Jakub Marek | Laser-books         |                   |
| 3     |                | Oblivion's Gate       | David Mack    | listopad 2021 |             |             |                     |                   |